# Casa de Mozart de Sankt Gilgen

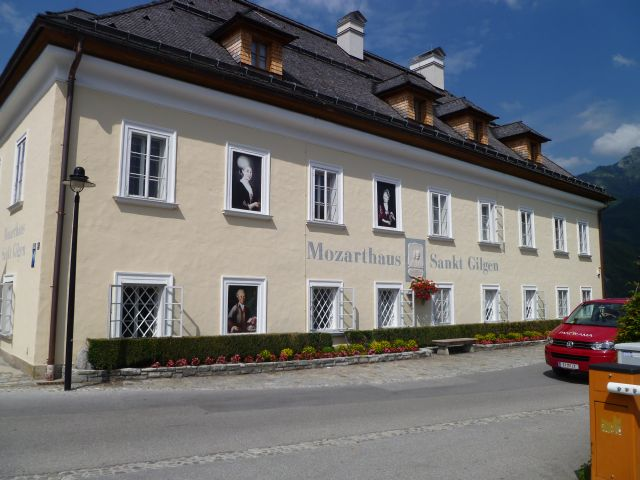
Casa Mozart St. Gilgen

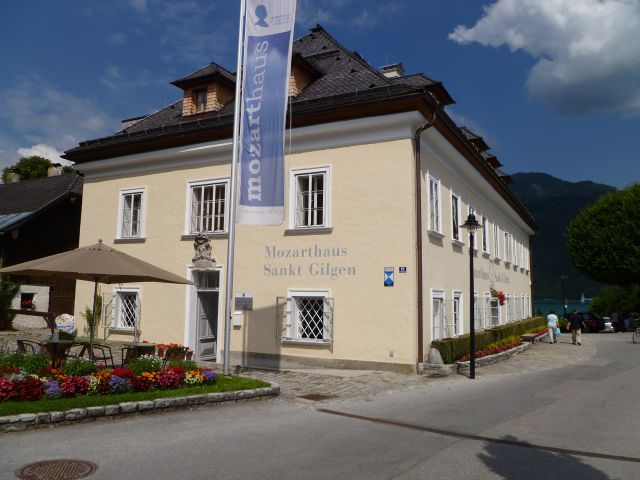
Casa Mozart St. Gilgen

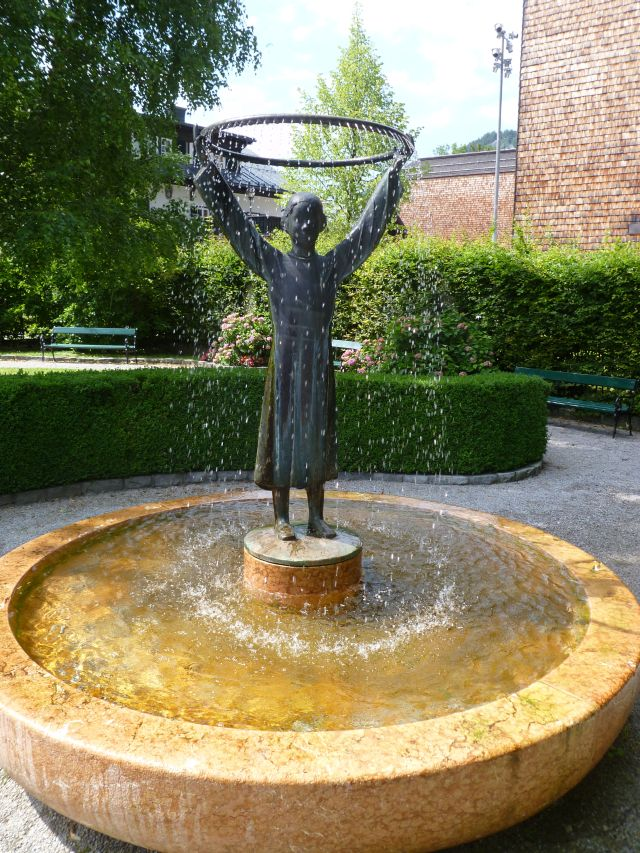
Fuente con una estatua de bronce de la madre de Mozart cuando era niña, obra de Toni Schneider-Manzell

La Mozarthaus St. Gilgen es un edificio en St. Gilgen en Salzkammergut de Salzburgo, dedicado a la memoria de la madre ( Anna Maria Walburga Mozart, de soltera Pertl ) y la hermana mayor de Wolfgang Amadeus Mozart ( Maria Anna Ignatia, llamada Nannerl ).

## Historia
El monumento actual se encuentra en el antiguo tribunal de enfermería de St. Gilgen. El edificio aparece mencionado en documentos ya en 1569 y en 1691. Se instaló aquí el tribunal de enfermería. El abuelo materno de Mozart, Wolfgang Nikolaus Pertl, hizo reconstruir el edificio entre 1718 y 1720 para que sirviera como "Departamento de Enfermería de Salzburgo". El edificio actual fue diseñado por Sebastian Stumpfegger, el escudo de armas sobre el portal de entrada fue creado por Wolf Weissenkhürchner y contiene un cronograma del año 1720. La inscripción dice:

aeDes Istas antehaC rVInosas fVnDItVs reaeDIflCat FRANC. Ant. A(rchiepiscopus) P(rinceps) S(alisburgensis) S(abctae) S(edis) A(postolicae) L(egatus) S(acri) R(omani) I(mperii) P(rinceps) ab Harrach '
Zit. nach Friederike Zaisberger & Walter Schlegel (1992, S. 107)

La madre de Mozart nació en esta casa el 25 de diciembre de 1720. Tras la muerte de su padre, Anna Maria Pertl se mudó a Salzburgo en 1724. Allí se casó con el futuro padre de Wolfgang Amadeus Mozart, Leopold en 1747. La hermana de Mozart, Anna Maria, llamada "Nannerl", se había casado en 1784 con el sucesor de su abuelo en el cargo, el dos veces viudo Johann Baptist Freiherr von Berchtold zu Sonnenburg, y en 1784 regresó para vivir en el mencionado tribunal de enfermería de St. Gilgen. Vivió aquí hasta la muerte de su marido, el 26 de febrero de 1801, año en el que abandonó St. Gilgen para trasladarse a  vivir a Salzburgo. Wolfgang Amadeus, nunca visitó el lugar de nacimiento de su madre ni la casa de su hermana.
Los puntos de contacto entre St. Gilgen y la familia Mozart se remontan al siglo XIX. Durante mucho tiempo fue algo  olvidado. En 1905, el juez Anton Matzig encontró expedientes antiguos en el desván del tribunal de distrito y reconstruyó las relaciones entre la casa y la famosa familia de músicos. Matzig encargó al escultor vienés Jakob Gruber un panel en relieve con las cabezas de Nannerl y su madre, que fue inaugurado el 16 de agosto de 1906 y que todavía hoy se encuentra junto a la casa.
La casa es propiedad de la asociación cultural Mozartdorf St. Gilgen desde 2005. En 2007 fue declarada edificio protegido y, desde 2008, alberga la exposición permanente “Anna Maria Mozart, llamada Nannerl, una artista en el lago Wolfgangsee”. La casa es uno de los primeros edificios abuhardillados del Estado federado de Salzburgo; la ampliación hacia el oeste data de 1759. En 1991 se construyó junto a la casa una fuente de mármol obra de Toni Schneider-Manzell, cuya figura de bronce representa a un niño con una diadema que expele agua y que pretende recordarnos a la madre de Mozart.
Además de utilizarse como museo, también es la sede de la orquesta de cámara MA Mozart St. Gilgen . Los conciertos tienen lugar en la llamada Falkenstein Hall; La casa también se puede alquilar para seminarios, bodas, celebraciones de cumpleaños o aniversarios.

## Literatura
- Friederike Zaisberger, Walter Schlegel : Castillos y palacios en Salzburgo . Volumen 2: Flachgau y Tennengau (= castillos, palacios e iglesias fortificadas de Austria en la zona de Birken ). Birken-Verlag, Viena 1992, ISBN 3-85326-957-5 .

## Enlaces web
- Página principal

- Datos: Q1648992
- Multimedia: Mozarthaus St. Gilgen / Q1648992